# Víctor Erice
Víctor Erice, né le 30 juin 1940 à Karrantza dans la province de Biscaye (Espagne), est un réalisateur et scénariste espagnol. Il a vécu toute son enfance et son adolescence à Saint-Sébastien, dans la province de Guipuscoa. À 17 ans, il s'installe à Madrid, où il poursuit des études universitaires.

## Biographie
Victor Erice étudie le droit et les sciences politiques à l'université complutense de Madrid. 
Il est admis à la Escuela Oficial de Cinematografía (EOC), où il obtient le diplôme de réalisateur. Il écrit des articles, des critiques pour les revues Nuestro Cine et Cuadernos de Arte y pensamiento. Il travaillera d'abord comme scénariste, puis comme réalisateur de films publicitaires.
C'est en 1969 qu'il débute à la réalisation de cinéma, avec l'un des trois épisodes de Los desafíos. Il tourne en 1973 son premier long-métrage, El espíritu de la colmena (L'Esprit de la ruche) qui recevra la plus haute distinction du Festival international du film de Saint-Sébastien, la Coquille d'or, et lui permettra d'accéder à une reconnaissance publique et critique notable, avant d'être lancé sur la scène internationale à la Semaine de la critique, durant le Festival de Cannes 1974.
En 1983, il dirige Le Sud (El Sur), d'après un roman d'Adelaida García Morales, son épouse d'alors. C'est une œuvre dans la lignée des thématiques déjà abordée dans El Espiritu de la colmena : l'enfance et l'accès à l'individuation dans les sociétés en crise, l'expérience du cinéma, les relations au père, l'exil... Victor Erice dira de ce deuxième film qu'il reste inachevé : un deuxième volet était en effet prévu, qui n'a pu être produit : le producteur Elías Querejeta ne parviendra pas à convaincre le principal financeur du projet.  
Encore une décennie plus tard (1992), il réalise Le Songe de la lumière (El Sol del membrillo) avec la collaboration du peintre Antonio Lopez-Garcia. Le film sera présenté au Festival de Cannes, où il obtient le Prix du jury et celui de la Critique internationale (FIPRESCI).
Dès 1995, il entreprend d'adapter la nouvelle de Juan Marsé, El Embrujo de Shangai et engage la préparation du tournage. Mais le producteur ne suit pas, et le projet est abandonné définitivement en mars 1999. Le scénario La promesa de Shangai est cependant édité en 2001.
En 2002, à la demande de Wim Wenders, à l'origine du projet, il tournera un épisode du film collectif Ten Minutes Older: The Trumpet, qu'il intitule Alumbramiento.
En 2005, le Centre de Cultura Contemporània de Barcelona lui commande, dans le contexte de l'exposition : Erice / Kiarostami : correspondances, une série de lettres filmées entre le réalisateur iranien et lui-même. Cette série s'intitule Cartas a Abbas Kiarostami, et sera présentée à l'exposition de Barcelone, reprise en 2008 au Centre Georges-Pompidou à Beaubourg (Paris) et finalement publiée dans le catalogue de l'exposition. 
C'est dans le même contexte qu'il écrit et réalise avec de modestes moyens, à la demande d'Alain Bergala et de Jordi Ballo, commissaires de l'exposition de 2005 et 2008, le film La Morte rouge, où il évoque la première expérience de cinéma d'un enfant de six ans (lui-même) à Saint-Sébastien, dans l'Espagne déchirée et franquiste du début de la dictature (1946). 
Simultanément, il réalise une installation - dans laquelle la lumière et le son jouent un rôle primordial - destinée aux musées, à partir de plusieurs tableaux d'Antonio López, sous le titre « Fragor del mundo, silencio de la pintura ».
Depuis 2010, il travaille, de façon discontinue, sur une série documentaire intitulée Memoria y Sueño, évoquant les lieux de tournage des grands films de l'histoire du cinéma.  
Au Festival de Cannes en 2010, il fait partie du jury présidé par Tim Burton qui remet la Palme d'or à Apichatpong Weerasethakul pour Lung Boonmee raluek chat.
Son quatrième long-métrage, Fermer les yeux (Cerrar los ojos), est sélectionné au festival de Cannes 2023 dans la section Cannes Première.

## Filmographie

### Réalisateur

#### Longs métrages
- 1973 : L'Esprit de la ruche (El Espíritu de la colmena)
- 1983 : Le Sud (El sur)
- 1992 : Le Songe de la lumière (El sol del membrillo)
- 2023 : Fermer les yeux (Cerrar los ojos)

#### Autres métrages
- 1961 : En la terraza, Court-métrage
- 1962 : Entrevías, Court-métrage
- 1962 : Páginas de un diario perdido, Court-métrage
- 1963 : Los días perdidos, moyen-métrage
- 1969 : Los desafíos, Episode 3, Co-réalisé avec Claudio Guerín et José Luis Egea
- 1990 : Apuntes 1990 - 2003, Vidéo
- 1996 : Preguntas al atardecer, épisode de la série Celebrate cinema 101. Video
- 2002 : Alumbramiento, Court-métrage pour le film collectif Ten Minutes Older: The Trumpet
- 2005 / 2007 : Lettres à Abbas Kiarostami
- 2006 : La Morte rouge, vidéo
- 2011 : 3.11 Sense of home
- 2012 : Vidros partidos (épisode du film collectif Centro histórico)

### Scénariste
- 1963 : Los Días perdidos
- 1967 : Oscuros sueños eróticos de agosto de Miguel Picazo
- 1967 : El Próximo otoño d'Antonio Eceiza
- 1969 : Los Desafíos
- 1973 : L'Esprit de la ruche (El Espíritu de la colmena)
- 1983 : Le Sud (El sur)
- 1995 : La Promesse de Shanghaï
- 2002 : Ten Minutes Older: The Trumpet
- 2006 : La Morte rouge

## Prix
- 1973 : Coquille d'or au Festival international du film de Saint-Sébastien pour L'Esprit de la ruche ;
- 1992 : Prix du Jury et Prix FIPRESCI au Festival de Cannes pour Le Songe de la lumière ;
- 1995 : Médaille d'or du mérite des beaux-arts par le Ministère de l'Éducation, de la Culture et des Sports espagnol[1] ;
- 2023 : Prix Donostia au Festival de Saint-Sébastien[2].